# Тиле, Владимир Августович
Владимир Августович Тиле (1860—1920) — российский и советский хирург, военврач и педагог; доктор медицины.

## Биография
Владимир Тиле родился в 1860 году во Владимирской губернии. Образование получил в Императорской Военно-медицинской академии, где и окончил курс в 1885 году. 
В 1897 году за диссертацию «Критический обзор учения о механическом действии современных пуль на ткани животного тела» (Санкт-Петербург) Тиле был удостоен степени доктора медицины.
С 1895 по 1898 год Владимир Августович Тиле состоял ассистентом хирургической клиники баронета Якова Васильевича Виллие и приват-доцентом клинической хирургии (1898). 
С 1896 года В. А. Тиле состоял консультантом при Максимилиановской лечебнице.  Среди учеников — Г. Б. Берлацкий.
В 1897 году по высочайшему повелению был командирован на театр военных действий Первой греко-турецкой войны. 
В 1899 году назначен профессором в женский медицинский институт по кафедре общей хирургической патологии.
Владимир Августович Тиле скончался в 1920 году в Петрограде от сепсиса, полученного во время операции.